# ینس هایسولند
ینس هایسولند (انگلیسی: Jens Hajslund; ۲۹ مهٔ ۱۸۷۷ – ۲۸ اوت ۱۹۶۴) ورزشکار ورزش تیراندازی اهل دانمارک بود.
وی در مسابقات کشوری و بین‌المللی در مجموع برندهٔ ۱ مدال برنز شده‌است.